# Imamaat
Een imamaat (Arabisch: إمامة, imāmah) is een theocratische natie geregeerd door een imam, of door verschillende heersers die beweren dat ze afstammen van de profeet Mohammed. Ze kunnen ook optreden als spirituele leiders van de natie. 
De plaatsen waar imamaten bestonden zijn:
- Kaukasisch Imamaat (1828-1859)
- Imamaat Oman (1913-1957)
- Noord-Jemen (1918-1962)